# Russell c. La Reine
 Russell c. La Reine est un arrêt de principe du Conseil privé rendu en 1882 concernant l'interprétation de la Loi constitutionnelle de 1867. Il s'agit de l'une des premières affaires expliquant la nature de la clause paix, ordre et bon gouvernement dans le fédéralisme canadien. Il a développé la jurisprudence dont il avait déjà été question dans l'arrêt Citizens Insurance Co of Canada c. Parsons.

## Les faits
En 1878, le Parlement du Canada a adopté la Loi sur la tempérance du Canada qui a permis à une province ou une ville de tenir un plébiscite sur l'interdiction de la vente d'alcool. Fredericton a tenu un tel plébiscite qui a été couronné de succès.
En 1880, la décision de la Cour suprême du Canada dans La Reine c. Fredericton (Maire) avait conclu que la loi était intra vires en vertu de la clause sur la réglementation du trafic et du commerce. Cette décision n'a pas été portée en appel devant le Conseil privé.

## Jugement du Conseil privé
Deux ans plus tard, dans l'affaire en question, Charles Russell, un propriétaire de pub local, a été reconnu coupable en vertu de la LTC de vente d'alcool. Russell a fait valoir que le Parlement ne peut déléguer ses pouvoirs à aucune autre partie du gouvernement et que la loi relèverait soit du pouvoir des provinces de légiférer sur les questions liées aux tavernes (article 92 (9) LC 1867), à la propriété et aux droits civils (article 92 (13) LC 1867), soit des questions de nature locale ou privée (art. 92 (16) LC 1867).
Sir Montague Edward Smith a rejeté les observations de Russell, déclarant :

« Leurs Seigneuries ne peuvent souscrire à ce point de vue. L'objet déclaré du Parlement en adoptant l'Acte est qu'il devrait y avoir une législation uniforme dans toutes les provinces concernant le trafic des boissons enivrantes, en vue de promouvoir la tempérance dans le Dominion. Le Parlement ne considère pas la promotion de la tempérance comme souhaitable dans une province plus que dans une autre, mais comme souhaitable partout dans le Dominion »

.
Smith a maintenu la loi en vigueur en tant qu'exercice valide du pouvoir fédéral en vertu de la doctrine de « la paix, l'ordre et le bon gouvernement », ce qui signifie que toute loi qui ne peut être attribuée au chef de compétence provincial en vertu de l'article 92 doit nécessairement tomber dans le pouvoir accordé au gouvernement fédéral. Il a été conclu que la loi était liée à l'ordre public et à la sécurité, et par conséquent elle représentait une question d'intérêt général pour tout le Canada. Quant à la manière de son fonctionnement, Smith a noté :

« La manière de mettre en vigueur les interdictions et les peines de la loi, que le Parlement a cru bon d'adopter, n'en altère pas le caractère général et uniforme. Le Parlement traite le sujet comme un sujet d'intérêt général et uniforme pour le Dominion, sur lequel l'uniformité de la législation est souhaitable, et le Parlement seul peut le traiter ainsi. »

Comme il a été décidé que la question relevait de la nature générale du pouvoir « paix, ordre et bon gouvernement », il a été jugé inutile de déterminer si elle aurait pu relever d'un chef de compétence fédérale plus spécifique. Dans son dernier paragraphe, le Conseil privé a souligné que son refus de se prononcer sur cet élément de la discussion n'avait pas pour but d'introduire une dissidence par rapport à l'opinion que la Cour suprême du Canada avait déjà émise sur la question.

## Conséquences
Bien que la Loi canadienne sur la tempérance ait été confirmée, l'arrêt Russell a eu pour effet de restreindre la manière dont les chefs de compétence fédérale plus spécifiques devaient être interprétés. Dans l'affaire subséquente Hodge c. La Reine, suivie d'autres affaires du Conseil privé, l'influence de la Cour suprême du Canada a diminué et celle des provinces s'est considérablement étendue.
L'arrêt Russell a continué à régir l'interprétation du pouvoir de paix, ordre et bon gouvernement jusqu'à ce qu'il soit effectivement renversé par Ontario (Procureur général) c. Fédération canadienne de la Tempérance en 1946.